# Pęczniew (Poddębice)
Pour les articles homonymes, voir Pęczniew.
Pęczniew (prononciation [ˈpɛnt͡ʂɲɛf]) est un village de la gmina de Pęczniew, du powiat de Poddębice, dans la voïvodie de Łódź, situé dans le centre de la Pologne.
Le village est le siège administratif (chef-lieu) de la gmina appelée gmina de Pęczniew.
Il se situe à environ 20 kilomètres (km) au sud-ouest de Poddębice (siège du powiat) et 51 kilomètres à l'ouest de Łódź (capitale de la voïvodie).
Sa population s'élève approximativement à 830 habitants.

## Administration
De 1975 à 1998, le village était attaché administrativement à l'ancienne voïvodie de Sieradz.

Depuis 1999, il fait partie de la nouvelle voïvodie de Łódź.